# ليليان ليمان
ليليان ليمان (بالإنجليزية: Lillian Lehman)‏ هي ممثلة أمريكية، ولدت في 12 فبراير 1947 في سلما في الولايات المتحدة.

## وصلات خارجية
- ليليان ليمان على موقع IMDb (الإنجليزية)
- ليليان ليمان على موقع قاعدة بيانات الفيلم (الإنجليزية)